# 张志三
张志三（1920年6月22日—2003年9月20日），男，直隶（今河北）玉田人，中国光谱学家，曾任中国科学院物理研究所研究员，中国光学学会理事。